# Олесно (Малопольське воєводство)
Олесно (пол. Olesno) — село в Польщі, у гміні Олесно Домбровського повіту Малопольського воєводства.
Населення — 1716 осіб (2011).
У 1975-1998 роках село належало до Тарновського воєводства.

## Демографія
Демографічна структура станом на 31 березня 2011 року:
|          | Загалом | Допрацездатний вік | Працездатний вік | Постпрацездатний вік |
| -------- | ------- | ------------------ | ---------------- | -------------------- |
| Чоловіки | 867     | 177                | 619              | 71                   |
| Жінки    | 849     | 167                | 529              | 153                  |
| Разом    | 1716    | 344                | 1148             | 224                  |